# Rizgonys (stacja kolejowa)
Rizgonys (ros. Ризгонис) – towarowa stacja kolejowa w pobliżu miejscowości Rizgonys, w rejonie wiłkomierskim, w okręgu wileńskim, na Litwie. Stacja obsługuje kamieniołom Rizgonys.